# Брегацана (Варезе)
Брегацана је насеље у Италији у округу Варезе, региону Ломбардија.
Према процени из 2011. у насељу је живело 210 становника. Насеље се налази на надморској висини од 497 м.